# Alexander Wladimirowitsch Dwornikow

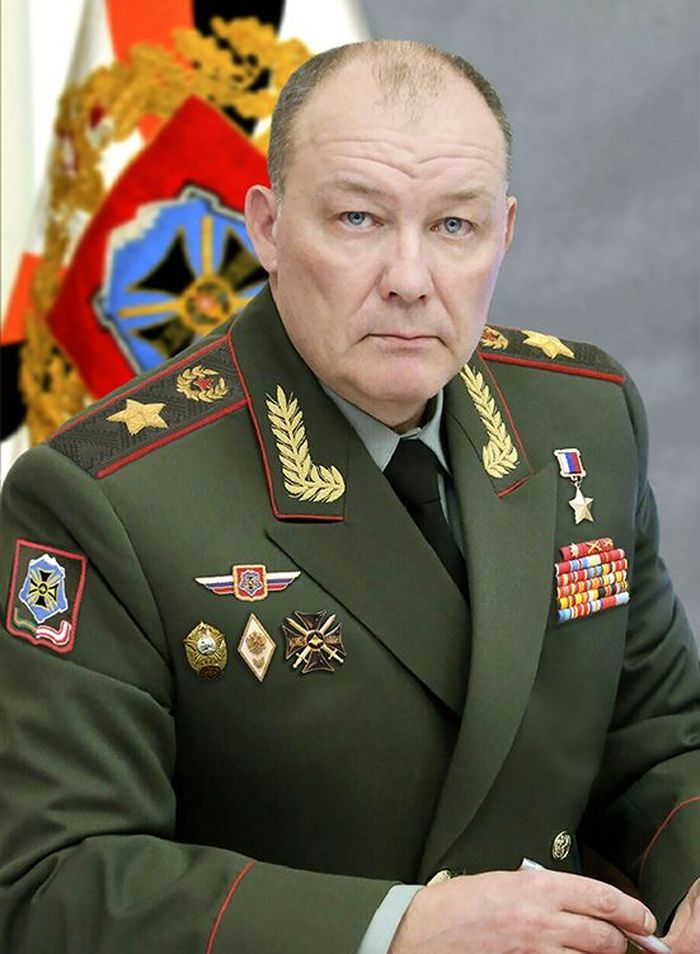
Alexander Dwornikow (2021)

Alexander Wladimirowitsch Dwornikow (russisch Александр Владимирович Дворников; * 22. August 1961 in Ussurijsk, Region Primorje) ist ein russischer Armeegeneral mit dem Ehrentitel „Held der Russischen Föderation“. Er ist seit dem 20. September 2016 der Kommandeur der Streitkräfte des Militärbezirks Süd. Zwischen April und Juni 2022 hatte er den Oberbefehl über die beim russischen Überfall auf die Ukraine eingesetzten Truppen.

## Biografie
Dwornikow absolvierte 1978 die Suworow-Militärschule in Ussurijsk und trat 1979 in die Rote Armee ein. Ab 1982 diente er im Militärbezirk Fernost als Zug-, Kompanie- und Bataillonsführer. Nach Abschluss der Frunse-Militärakademie 1991 wurde Dwornikow in der Gruppe der Sowjetischen Streitkräfte in Deutschland (GSSD) eingesetzt, die bis 1994 schrittweise das Gebiet der ehemaligen DDR verließ. 
Von 1992 bis 1994 kommandierte Major Dwornikow das 154. Bataillon der 6. motorisierten Garde-Schützenbrigade. 1995 wurde er Stabschef eines Regimentes im Moskauer Militärbezirk. In den Jahren 1999 bis 2000 befehligte er das Regiment im Zweiten Tschetschenienkrieg und soll an der Erstürmung von Grosny beteiligt gewesen sein. Bei der Schlacht wurde die tschetschenische Hauptstadt fast vollständig zerstört, bis zu 8000 Zivilisten starben. Bis 2003 war der inzwischen zum Oberst beförderte Dwornikow weiter im Militärbezirk Nordkaukasus eingesetzt.
2005 absolvierte er die Militärakademie des Generalstabes der Streitkräfte der Russischen Föderation und wurde anschließend Stabschef der 36. Armee im Militärbezirk Sibirien. Von 2008 bis 2010 war er als Generalmajor Stellvertreter des Kommandierenden des Militärbezirks Ost. Im Dezember 2012 wurde Dwornikow zum Generalleutnant befördert. Von 2012 bis 2015 war er Erster Stellvertreter des Kommandierenden des Militärbezirks Mitte. Am 13. Dezember 2014 wurde er zum Generaloberst befördert.
Von September 2015 bis Juni 2016 kommandierte er die russischen Truppen in Syrien, bis er von Alexander Schurawljow abgelöst wurde. Unter Dwornikow entstand im Herbst 2015 im westsyrischen Latakia der Luftwaffenstützpunkt Hmeimim, von dem die russischen Luftstreitkräfte in der Zeit seines Kommandos über 9000 Einsatzflüge absolvierten und unter anderem an der Rückeroberung von Palmyra im März 2016 durch die von russischen Spezialkräften begleitete syrische Armee mitwirkten. Am 17. März 2016 wurde Dwornikow die Auszeichnung Held der Russischen Föderation verliehen. Seit September 2016 kommandiert er die Streitkräfte des Militärbezirks Süd, der unmittelbar an die Ukraine angrenzt. Am 23. Juni 2020 erhielt er den Rang eines Armeegenerals (NATO-Rangcode OF-9). 
Im April 2022 wurde er laut einer Meldung der BBC, die sich auf russische Informanten beruft, zum Oberbefehlshaber der russischen Invasionsarmee im Krieg gegen die Ukraine ernannt. Zuvor hatte es nach westlichen Erkenntnissen kein einheitliches Oberkommando beim russischen Überfall auf die Ukraine gegeben. Nach weniger als zwei Monaten wurde er vermutlich im Mai 2022 im Rahmen eines Umbaus der Kommandostruktur der russischen Truppen in der Ukraine durch Generaloberst Gennadi Schidko abgelöst. 
Die NZZ schrieb im Oktober 2022, seither sei Dwornikow „verschollen“.

## Kritik
Jake Sullivan, Nationaler Sicherheitsberater im Kabinett Biden, wies darauf hin, dass unter Dwornikows Verantwortung in Syrien 2015/16 besonders brutal gegen Zivilisten vorgegangen worden sei, insbesondere durch das Bombardement von Aleppo im Februar 2016, was ihm den Titel „Schlächter von Syrien“ eingebracht hat.

## Auszeichnungen

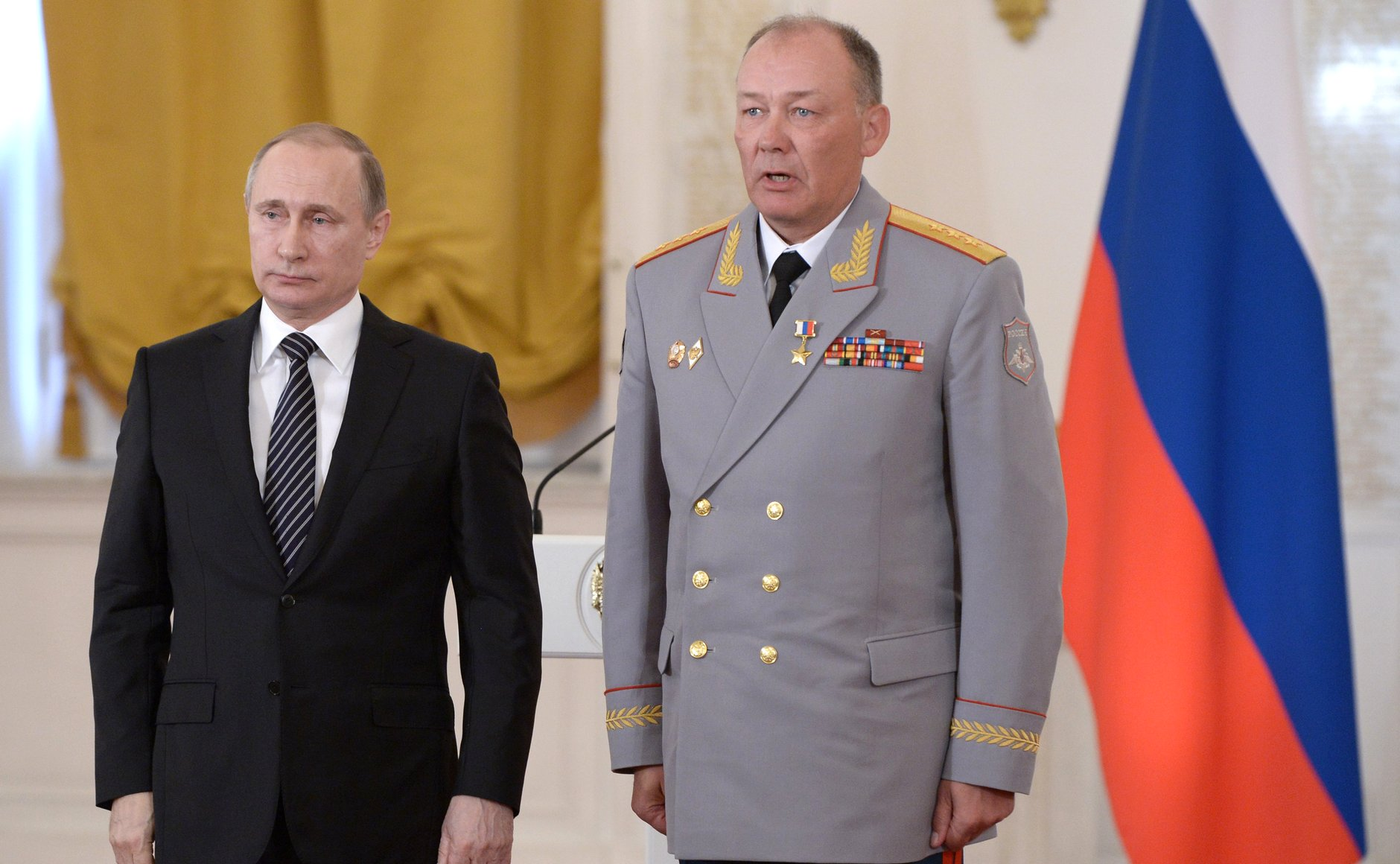
Dwornikow mit Putin (2016)

- Held der Russischen Föderation (2016)
- Verdienstorden für das Vaterland 3. Klasse mit Schwertern (2017)
- Verdienstorden für das Vaterland 4. Klasse mit Schwertern (2000)
- Tapferkeitsorden (1996)
- Orden für Militärische Verdienste
- Orden „Für den Dienst am Vaterland in den Streitkräften der UdSSR“ 3. Klasse
- Medaille „70 Jahre Streitkräfte der UdSSR“
- Medaille „Für einwandfreien Dienst“ 2. Klasse
- Medaille „Für einwandfreien Dienst“ 3. Klasse